# 경상북도의 민속문화재
경상북도 민속문화재는 지방민속문화재 중에서 경상북도 내에 있는 문화재를 의미한다.

## 지정목록
- 제1호 ~ 제100호
- 제101호 ~ 제200호

## 참고 자료
- 경북도보